# Beta 2 microglobulina
La β2-microglobulina è una proteina plasmatica (della classe delle betaglobuline) presente sulla superficie cellulare di tutte le cellule nucleate (ad eccezione dei globuli rossi) ed in maggior concentrazione sulla superficie delle cellule del sistema immunitario: linfociti e macrofagi, quale componente strutturale del complesso MHC-1 del sistema di antigeni HLA. Viene liberamente filtrata dal glomerulo renale e riassorbita quasi completamente dai tubuli renali, per tale motivo la sua determinazione in laboratorio offre importanti informazioni anche sulla funzionalità renale, infatti un suo aumento nelle urine si ha nella sindrome nefrosica ed insufficienza renale. La presenza di un danno glomerulare invece determina l'incapacità di filtrare la B2M ed il conseguente aumento della sua concentrazione nel sangue. Viene anche utilizzata come marker tumorale, con aumento nel sangue, ma tale aumento può anche non essere indicativo di neoplasia ma correlato ad altre condizioni come malattie sistemiche autoimmuni, infezioni virali (HIV, epatiti virali, ecc.). 
Il precursore Aβ2M è coinvolto nelle amiloidosi riferite alle articolazioni e alle sinovie infatti questo precursore mal ripiegato si accumula nelle capsule articolari e nelle borse sinoviali come accumuli di amiloide evidenziabili con rosso di Congo. La dialisi non è efficace nella sua eliminazione.

## Struttura e funzione

Rappresentazione schematica del MHC-I

β2-microglobulina si trova di fianco alla catena α3 sulla superficie della cellula. A differenza della subunità α, β2 non ha una regione Transmembrana. Direttamente sopra la  β2 (che è, più distante dalla cellula) c'è la catena α1,la quale è a sua volta a fianco della α2.
β2-microglobulina è associata non solo con la catena α delle molecole MHC-I ma anche con molecole tipo-classe 1 come CD1 e Qa.
Una funzione addizionale di questa proteina svolta insieme alla proteina HFE è di regolare l'espressione dell'Epcidina nel fegato la quale ha come target il trasportatore del ferro ferroportina posta sulla porzione citoplasmatica della membrana degli enterociti e dei macrofagi che ha la funzione di aumentare l'estrazione di ferro dai cibi e diminuire il rilascio di ferro ottenuto dal riciclaggio dei globuli rossi invecchiati nel sistema reticoloendoteliale (SLE). La perdita di questa funzione determina un eccesso di assorbimento di Ferro al livello intestinale quindi un accumulo dello stesso in tutto l'organismo, condizione nota come Emocromatosi.
Sono stati creati tramite bio ingegneria topi Knock-out per il gene della β2-microglobulina. Questi topi hanno dimostrato che questa proteina è fondamentale per l'espressione sulla superficie cellulare del MHC-I, anche per la stabilizzazione della tasca che lega i peptidi antigeni. Infatti in assenza della β2-microglobulina si possono trovare un numero molto limitato di MHC-I (classici o non classici) sulla superficie della cellula. In assenza del MHC-I le cellule T CD8 non sono in grado di maturare (le cellule T CD8 anche dette T citotossiche sono un sottogruppo delle cellule T implicate nell'immunità acquisita).